# Operación Windmill

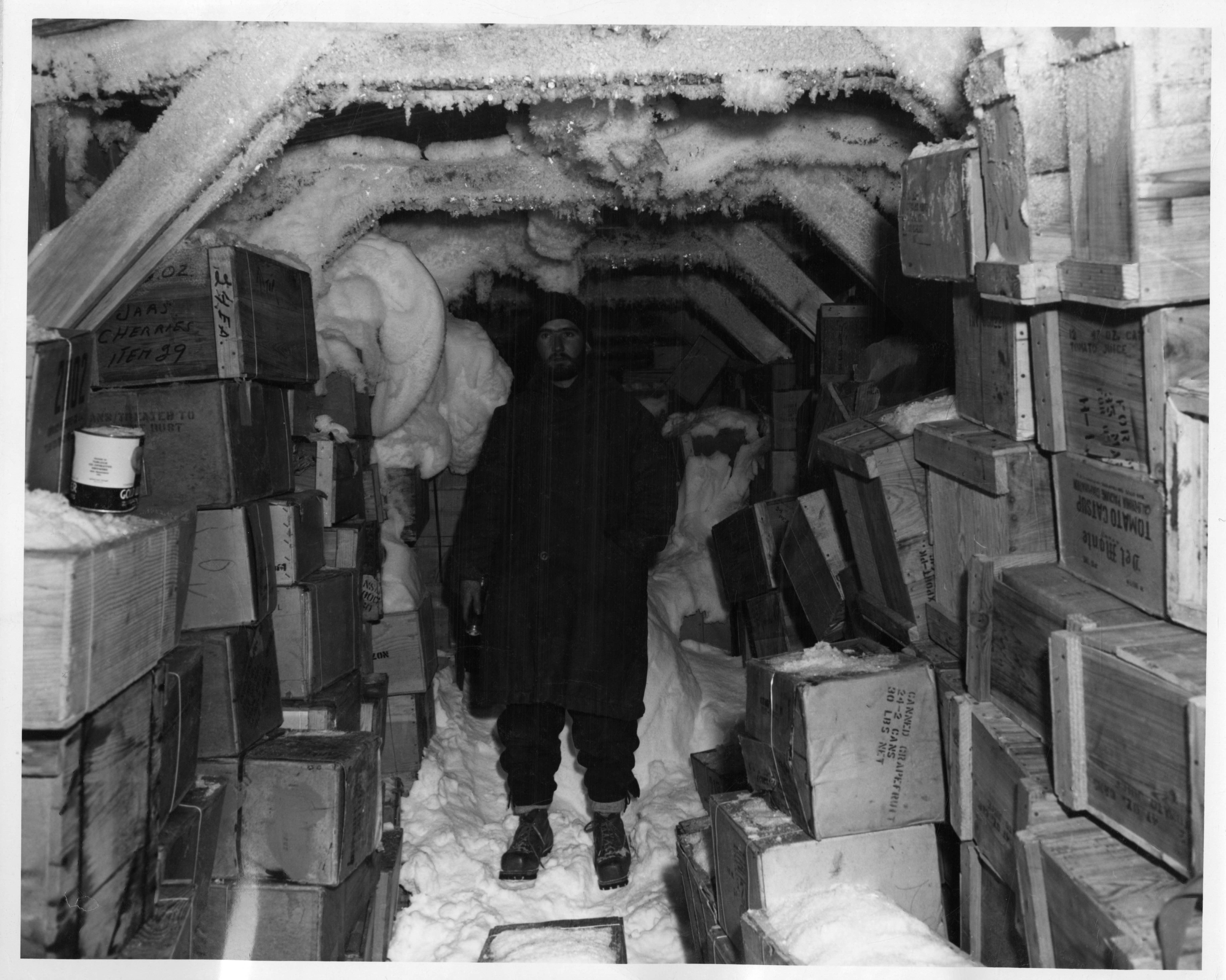
Suministros para la misión.

La Operación Windmill fue una misión de exploración a la Antártida en 1947-1948 realizada por Estados Unidos, siendo la segunda del Programa de Desarrollos Antárticos de la Marina de los Estados Unidos (en inglés: The United States Navy Antarctic Developments Program). Fue una continuación de la Operación Highjump, que fue comandada por el comandante Gerald L. Ketchum, y el buque insignia de la Fuerza de Tarea 39 fue el rompehielos USS Burton Island.
La misión consistió en actividades de suministro, de reconocimiento en helicóptero de los flujos de hielo, estudios científicos, investigaciones sobre demolición submarina, y ejercicios de convoy.
El rompehielos USS Edisto (AG-89) zarpó el 1 de noviembre de 1947 por el Canal de Panamá para reunirse con el Burton Island para la expedición.